# Derrick White
Derrick White (* 2. Juli 1994 in Parker, Colorado) ist ein US-amerikanischer Basketballspieler. Der Guard gehört seit Februar 2022 zum Aufgebot der Boston Celtics in der NBA.

## Laufbahn

### Schule und Universität
White schloss 2012 seine Schulzeit an der Legend High School in der Stadt Parker (US-Bundesstaat Colorado) ab. In seinem letzten Spieljahr an der High School hatte er für die Schulmannschaft im Schnitt 17,1 Punkte, 3,8 Rebounds und 3,1 Korbvorlagen je Begegnung erzielt. Stipendienangebote von Universitäten aus der ersten Division der NCAA erhielt White nicht, er schrieb sich an der University of Colorado Colorado Springs (UCCS) ein, nahm ein Wirtschaftsstudium auf und wurde unverzüglich ein Leistungsträger der Hochschul-Basketballmannschaft, die zur zweiten NCAA-Division gehörte. Nach seinem Premierenjahr (2012/13) wurde er als bester Neuling der Rocky Mountain Athletic Conference ausgezeichnet. In der Saison 2013/14 erzielte White im Schnitt 22,2 Punkte, 6,3 Rebounds, 4,2 Vorlagen und 1,1 Ballgewinne pro Partie. 2014/15 vermochte er diese Werte noch zu steigern: In 33 Einsätzen für UCCS kam er auf ein Mittel von 25,8 Punkte, 7,4 Rebounds, 5,2 Korbvorlagen, 2,1 geblockte Würfe und 2,2 Ballgewinne. In Bezug auf die Gesamtzahl der erzielten Punkte lag White in diesem Spieljahr in der NCAA Division 2 mit 851 auf dem ersten Platz, beim Punkteschnitt (25,8) war er Zweiter. Er erhielt in dieser Saison Auszeichnungen als „All American“ (benannt von Division II Bulletin, Daktronics und der US-Vereinigung der Basketballtrainer NABC). Bei UCCS setzte er sich mit seinen in drei Jahren insgesamt 1912 erzielten Punkten sowie 343 Korbvorlagen in beiden Kategorien an die Spitze der „ewigen Bestenliste“ der Hochschulmannschaft.
White verließ UCCS 2015 und nahm die Herausforderung an, an der University of Colorado in der ersten NCAA-Division zu spielen. Wegen der Wechselbestimmung war er gezwungen, die Saison 2015/16 auszusetzen, ehe er die „Buffs“ genannte Mannschaft von Colorado im Spieljahr 2016/17 verstärkte. Auf dem höheren Leistungsniveau schlug er ebenfalls prompt ein und avancierte zum besten Werfer der Mannschaft: In 34 Saisoneinsätzen für Colorado bilanzierte White in der Saison 2016/17 im Schnitt 18,1 Punkte, 4,1 Rebounds, 4,4 Korbvorlagen, 1,4 geblockte gegnerische Würfe und 1,2 Balleroberungen.

### NBA
Dank seiner Leistungen erst in der zweiten, dann in der ersten Division der NCAA wurden die Späher der NBA auf White aufmerksam. Beim Draft 2017 sicherten sich schließlich die San Antonio Spurs seine Rechte. Er wurde als 29. Spieler, also als Vorletzter der ersten Auswahlrunde, von den Texanern aufgerufen. In seiner NBA-Premierensaison 2017/18 wurde White in lediglich 17 Partien eingesetzt, er erzielte im Durchschnitt 3,2 Punkte pro Spiel. Mit San Antonios Ausbildungsmannschaft Austin Spurs gewann er in der NBA G-League den Meistertitel und erzielte im Laufe der Saison Mittelwerte von 20,1 Punkten, 5 Rebounds und 3,3 Korbvorlagen je Begegnung. Nach 237 Einsätzen (11,6 Punkte/Spiel) für die San Antonio Spurs kam er im Februar 2022 durch einen Spielertausch zu den Boston Celtics. 2024 gewann White mit Boston den NBA-Meistertitel. Er kam im Meisterschaftsspieljahr auf 91 Einsätze, in denen er im Durchschnitt 15,2 Punkte erzielte.

### Nationalmannschaft
White wurde im Juli 2024 als Ersatz für Kawhi Leonard, der seine Teilnahme abgesagt hatte, ins Aufgebot der US-Nationalmannschaft für die Olympischen Sommerspiele in Paris berufen. Dort gewann er mit dem  Team die Goldmedaille.

## Karriere-Statistiken

### NBA

#### Hauptrunde
| Saison  | Team                 | GP  | GS  | MPG  | FG % | 3P % | FT % | RPG | APG | SPG | BPG | PPG  |
| ------- | -------------------- | --- | --- | ---- | ---- | ---- | ---- | --- | --- | --- | --- | ---- |
| 2017–18 | San Antonio          | 17  | 0   | 8.2  | .485 | .615 | .700 | 1.5 | 0.5 | 0.2 | 0.2 | 3.2  |
| 2018–19 | San Antonio          | 67  | 55  | 25.8 | .479 | .338 | .772 | 3.7 | 3.9 | 1.0 | 0.7 | 9.9  |
| 2019–20 | San Antonio          | 68  | 20  | 24.7 | .458 | .366 | .853 | 3.3 | 3.5 | 0.6 | 0.9 | 11.3 |
| 2020–21 | San Antonio          | 36  | 32  | 29.6 | .411 | .346 | .851 | 3.0 | 3.5 | 0.7 | 1.0 | 15.4 |
| 2021–22 | San Antonio / Boston | 75  | 52  | 29.3 | .421 | .312 | .864 | 3.5 | 4.9 | 0.9 | 0.8 | 13.2 |
| 2022–23 | Boston               | 82  | 70  | 28.3 | .462 | .381 | .875 | 3.6 | 3.9 | 0.7 | 0.9 | 12.4 |
| 2023–24 | Boston               | 73  | 73  | 32.6 | .461 | .396 | .901 | 4.2 | 5.2 | 1.0 | 1.2 | 15.2 |
| 2024–25 | Boston               | 76  | 76  | 33.9 | .442 | .384 | .839 | 4.5 | 4.8 | 0.9 | 1.1 | 16.4 |
| Gesamt  | Gesamt               | 494 | 378 | 28.5 | .448 | .369 | .852 | 3.7 | 4.2 | 0.8 | 0.9 | 13.0 |

#### Play-offs
| Saison  | Team        | GP | GS | MPG  | FG % | 3P % | FT % | RPG | APG | SPG | BPG | PPG  |
| ------- | ----------- | -- | -- | ---- | ---- | ---- | ---- | --- | --- | --- | --- | ---- |
| 2017–18 | San Antonio | 3  | 0  | 6.0  | .500 | .500 | –    | 0.0 | 0.3 | 0.3 | 0.7 | 2.3  |
| 2018–19 | San Antonio | 7  | 7  | 27.3 | .547 | .294 | .731 | 3.0 | 3.0 | 0.7 | 0.7 | 15.1 |
| 2021–22 | Boston      | 23 | 3  | 25.4 | .364 | .313 | .824 | 3.0 | 2.7 | 0.9 | 0.6 | 8.5  |
| 2022–23 | Boston      | 20 | 16 | 29.7 | .505 | .455 | .912 | 3.0 | 2.1 | 0.6 | 1.0 | 13.4 |
| 2023–24 | Boston      | 19 | 19 | 35.6 | .452 | .404 | .921 | 4.3 | 4.1 | 0.9 | 1.2 | 16.7 |
| 2024–25 | Boston      | 11 | 11 | 37.7 | .463 | .385 | .861 | 5.1 | 3.5 | 0.6 | 1.1 | 18.8 |
| Gesamt  | Gesamt      | 83 | 56 | 29.9 | .456 | .392 | .854 | 3.5 | 2.9 | 0.8 | 0.9 | 13.3 |